# 内海善雄
内海 善雄（うつみ よしお、1942年〈昭和17年〉8月14日 - ）は、日本の郵政官僚。郵政審議官、国際電気通信連合事務総局長を歴任した。

## 略歴
- 1942年 香川県高松市生まれ
- 1962年（昭和37年）：香川県立高松高等学校卒業
- 1965年（昭和40年）：東京大学法学部卒業
- 1965年（昭和40年）：株式会社東芝入社
- 1966年（昭和41年）：郵政省入省
- 1972年（昭和47年）：シカゴ大学大学院政治学部修士課程修了　修士(Master of Arts)
- 1977年（昭和52年）：外務省在ジュネーブ国際機関日本政府代表部一等書記官
- 1988年（昭和63年）：郵政省放送行政局総務課長
- 1989年（平成元年）：郵政大臣官房文書課長
- 1990年（平成2年）：郵政大臣官房審議官
- 1991年（平成3年）：郵政省通信政策局次長
- 1993年（平成5年）：郵政大臣官房国際部長
- 1995年（平成8年）：郵政省総務審議官
- 1996年（平成9年）：郵政省郵務局長
- 1997年（平成10年）：郵政省郵政審議官
- 1999年（平成11年）：ITU（国際電気通信連合）事務総局長
- 2007年（平成19年）：トヨタ自動車株式会社顧問、株式会社トヨタIT開発センター最高顧問
- 2008年　JTEC（一般財団法人通信・放送コンサルティング協力）理事長
- 2012年　九州電力株式会社 監査役

## その他役職
- 早稲田大学客員教授

## 表彰
- 早稲田大学名誉博士
- ドミニカ共和国銀製十字勲章
- ジュネーブ州名誉ブルジョワジー
- 前島密賞
- 情報通信月間　総務大臣賞
- 情報通信学会　名誉員
- IEEE　名誉会員
- 瑞宝大綬章（2013年4月）[1]

## 著作
- 『国連専門機関（ITU）の事務総局長が"勝つ"ための国際交渉術教えます！』日刊工業新聞社、2006年10月。ISBN 9784526057595。
- 『「国連」という錯覚 日本人の知らない国際力学』日本経済新聞出版社、2008年9月。ISBN 9784532353230。
- 『「お辞儀」と「すり足」はなぜ笑われる』日本経済新聞出版社、2010年1月。ISBN 9784532260675。
- 『翻れ！日本のICT産業 ディジタル革命三十年の証言』情報通信振興会、2013年5月。ISBN 9784807607211。

## 主な業績
郵政省時代　通信の自由化の際の担当課長、第２種通信事業自由化の実現
ITU事務総局長時代　IP電話に対する国際合意の実現　国連情報社会サミット(WSIS) の開催　インターネット管理（ICANN)の国際化